# 885年
| 千纪： | 1千纪                                                                                           |
| 世纪： | 8世纪 \| 9世纪 \| 10世纪                                                                        |
| 年代： | 850年代 \| 860年代 \| 870年代 \| 880年代 \| 890年代 \| 900年代 \| 910年代                       |
| 年份： | 880年 \| 881年 \| 882年 \| 883年 \| 884年 \| 885年 \| 886年 \| 887年 \| 888年 \| 889年 \| 890年 |
| 纪年： | 乙巳年（蛇年）；唐中和五年，光啟元年；南诏贞明承智大同九年；日本元慶九年，仁和元年              |

## 大事记
- 中国
  - 3月31日——唐僖宗從川蜀回京師。
  - 王审知入闽。
- 其他
  - 斯德望六世当选为教皇。
  - 諾曼人進攻巴黎，遭到強者羅貝爾之子巴黎伯爵巴黎的厄德率領的巴黎軍隊的阻擊。

## 出生
- 李存勖，后唐开国皇帝（926年去世，40岁）

## 逝世
- 9月——艾德里安三世，教皇